# Lilla Skogssjön (Ambjörnarps socken, Västergötland)
Lilla Skogssjön är en sjö i Tranemo kommun i Västergötland och ingår i Ätrans huvudavrinningsområde.